# Толлер, Эрнст
Эрнст То́ллер (нем. Ernst Toller, 1 декабря 1893 — 22 мая 1939) — немецкий поэт, драматург, революционер, антифашист, глава Баварской Советской Республики, представитель экспрессионизма.

## Биография
Эрнст Толлер родился в прусском городе Замотшин в провинции Позен (ныне Польша) в купеческой еврейской семье. После училища он поступил в Гренобльский университет во Франции, где его и застала Первая мировая война.

### Первая мировая
Вернувшись в Германию, Толлер добровольцем ушёл на фронт, тринадцать месяцев он провёл на передовой, где его ура-патриотизм сменился ужасом перед бессмысленным убийством; домой он вернулся пацифистом. На фронте Толлер начал писать свою первую пьесу — «Преображение» (нем. Die Wandlung).
Демобилизованный по болезни, он направился в Берлин, где сблизился с радикально мыслящим Максом Вебером. Однако и взгляды Вебера не удовлетворяют Толлера, считающего, что недостаточно свергнуть кайзера и изменить избирательную систему — нужно, чтобы изменился человек.
Пытаясь продолжить учёбу, Толлер отправился в Гейдельберг. Там вместе с другими студентами он вскоре создаёт антивоенную организацию — «Культурно-политический союз немецкой молодёжи». На Союз тут же обрушиваются обвинения в измене родине, военные власти Германии запрещают его, членов отправляют на фронт, а Толлера сажают в военную тюрьму. Позже стараниями матери, не верившей, что её сын изменник, Эрнста переводят в психиатрическую лечебницу, где он долго не выдерживает и добивается обратного перевода в тюрьму.

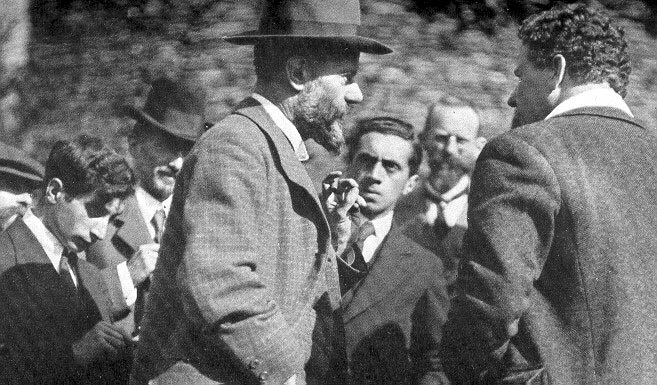
Эрнст Толлер (на заднем плане) и Макс Вебер (на переднем плане)

Выйдя на свободу, Толлер отправился в Мюнхен, где вспыхнула антивоенная забастовка. Он знакомится с лидером независимых социал-демократов Куртом Эйснером, помогает рабочим сочинять декларации, читает на митингах свою первую пьесу. Несмотря на молодость, Толлер обнаруживает мощную харизму, способность убеждать людей, избирается членом стачечного комитета мюнхенских рабочих и невольно становится одним из лидеров стачки. Она вызывает большой отклик на фронте, солдатские бунты и братания. Толлера снова сажают в тюрьму — якобы за дезертирство. В переполненной дезертирами тюрьме царит атмосфера безумия и отчаяния.
В этой атмосфере Толлер начинает писать стихи (будущая книга «Песни заключённых» (нем. Gedichte der Gefangenen). Выйдя из тюрьмы, он в 1919 году закончил экспрессионистскую антивоенную пьесу «Преображение», одну из пьес немецкого экспрессионизма. «Преображение» много раз ставят в Берлине, а затем и в других странах, в частности, в Советской России.

### Баварская Советская Республика
Тем временем война закончилась поражением, в ноябре 1918 года в Германии произошла Ноябрьская революция, кайзер бежит в Голландию. В Баварии к власти приходят левые социалисты во главе с Куртом Эйснером, провозглашается Баварская социалистическая республика. Толлер едет в Мюнхен, помогать Эйснеру, но того вскоре убивает офицер-монархист Антон фон Арко ауф Валлей. Начинаются волнения, в результате которых в начале апреля 1919 года власть берут рабочие Советы — и Толлер в 25 лет становится одним из лидеров республики (вместе с поэтом Эрихом Мюзамом, философом-анархистом Густавом Ландауэром и революционером российского происхождения Евгением Левине).
К этому времени в Берлине уже были убиты лидеры «Союза Спартака» Карл Либкнехт и Роза Люксембург, в стране началась волна репрессий. Берлин не признал Советскую республику и направил в Баварию войска. Генералитет, желая отыграться за проигранную войну, бросает на Мюнхен огромные силы с артиллерией и бронепоездами. Начинается гражданская война, и убеждённый пацифист Толлер становится руководителем обороны.
Став командующим Красной армии, в первом же сражении Толлер одержал победу: красноармейцы вынудили фрайкоры отступить и пленили 50 офицеров, которых он распорядился освободить. Он также запретил вести артиллерийский огонь по городу, занятому противником, — ведь там были и мирные жители. Сторонник бескровной революции, Толлер изо всех сил старается обойтись без лишних жертв, ведёт переговоры, выступает против введения смертной казни, никого не расстреливает, отпускает пленных солдат и офицеров домой и т. д. Впрочем, противоположная сторона в переговорах не заинтересована и продолжает наступление.
В результате такой политики, внутренних склок и неравенства сил (несколько тысяч рабочих против 60-тысячной армии) республика Советов держится меньше месяца. Когда становится ясно, что положение безнадёжно, Толлер предлагает правительству пойти на переговоры о капитуляции. Однако коммунисты отказывают ему. Толлер уходит с поста командующего и становится рядовым красноармейцем.
1 мая 1919 г. германские войска и отряды фрайкора взяли Мюнхен и устраивают массовый террор. Многие сотни невинных людей и почти все руководители республики расстреляны. Однако Толлер несколько месяцев скрывается (среди прочих ему помогает Райнер Мария Рильке). Его нашли уже после окончания расправ и в июне 1919 года осудили на пять лет тюрьмы.

### Тюрьма и расцвет творчества
В тюрьме для политзаключённых в Нидершёненфельде Толлер написал свои лучшие экспрессионистские драмы — «Человек-Масса» (Masse-Mensch) и «Немецкий калека» (Der deutsche Hinkemann) (а также пьесы «Разрушители машин», «Освобождённый Вотан», «Месть осмеянных любовников») В разгар работы над «Немецким калекой» Толлеру предлагают бежать. Шансы на успех велики, но Толлер, будучи крайне увлечён пьесой, отказывается и остаётся в тюрьме ещё на три года. Здесь же он создаёт несколько сборников стихов. Ромен Роллан писал об этих стихах:
«Обнажённые нервы болезненно, судорожно реагируют на малейшее соприкосновение с внешним миром. Сумеречные тени и отблески заката оживляют тюремную камеру пьянящими плясками; всё наполняется жизнью и движением; целая вселенная бурлит в узком пространстве камеры. Он обрёл дивную способность воплощаться во всё, что его окружает. Он чувствует себя братом вот этой девушки — будущей матери, проходящей по тюремному двору, братом даже своих стражей. Более того, он брат всего сущего, ибо все есть жизнь — дождь, камни, увядший цветок, весенняя зелень, пробивающаяся сквозь грязь тюремного двора…»

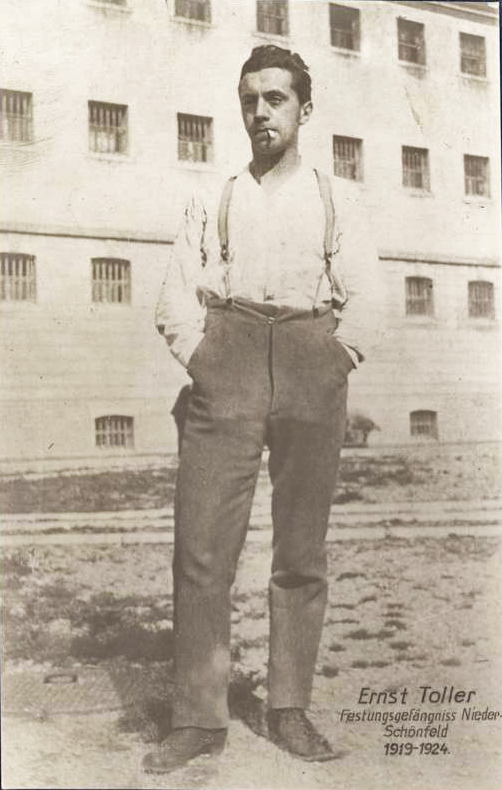
Эрнст Толлер в заключении

Толлер становится самым знаменитым немецким драматургом и политзаключённым. Его пьесы безостановочно идут в Германии, спектакли превращаются в стихийные митинги. Драмы переводят на многие языки, ставят лучшие режиссёры авангардного театра, такие как Эрвин Пискатор и Всеволод Мейерхольд. В 1919 году в Берлине спектаклем «Преображение» открывается специальный экспрессионистский театр «Трибуна». Толлер и его товарищи революционизируют театр, который видится им духовным братством зрителей и актёров, домом мистерии, изменяющей человека. Большую роль в постановках начинают играть световые эффекты, гротескные сцены, выплеск эмоций. От актёров требуется не характерность, а напротив, выражение глубинной сути человека в момент наивысшего напряжения духовных сил.

### Антифашизм
В 1925 году Толлер выходит на свободу. Несмотря на славу, его ждёт разочарование. За пять лет Германия изменилась, времена катарсиса, открытости и поиска прошли, все смирились с тем, что есть. Революция, строительство нового мира уже никого всерьёз не интересуют. Об этом Толлер пишет последнюю из своих лучших пьес — «Ура, мы живы!» (Hoppla, wir leben!). Дальше Толлер пишет мало — все больше отдаваясь политике. Он сочиняет ещё несколько пьес — «Слепая богиня» (Die blinde Göttin), «Туши котлы!» (Feuer aus den Kesseln!), «Чудо в Америке» (Wunder in Amerika), «Мира не будет!» (Nie wieder Friede!), «Пастор Халь» (Pastor Hall) — но они по большей части публицистично-антифашистские и выходят скучнее, чем ранние вещи. Для экспрессионизма нужен новый катарсис, а его нет. Главным делом Толлера становится борьба с фашизмом. Глубоко чувствуя коллективное сознание, он раньше других понимает, что такое фашизм — загнанное вглубь разочарование, слепое действие человека, потерявшего связь с собой.
Ещё в тюрьме Толлер написал пьесу «Освобождённый Вотан» с безумным парикмахером, выглядящим как сатира на Гитлера. То, что писатель говорит в 30 году, кажется пророчеством: «Европу ждёт царство фашизма, которое кончится ужасной войной». Он говорит, что Гитлер, получив власть, никогда её не отдаст, что оппозиция будет бессильна перед государством.
Интересуясь всеми попытками строительства новой жизни, Толлер много ездит — и в 1930 выпускает книгу «Вдоль и поперёк» (Quer durch) про путешествия в СССР, Америку, Индию и Палестину. В СССР Толлер приезжал дважды — в 1926 и 1934 годах. Советская Россия, к которой Толлер относился очень доброжелательно, весьма его разочаровала. Виктор Серж вспоминал про это:
«Что я не могу передать, так это атмосферу гнетущей тошнотворной глупости на писательских собраниях, сведенных к ревностному служению власти. Между нами сидел Эрнст Толлер, недавно вышедший из баварской тюрьмы. Ему отрывками переводили одуряющую речь и его большие чёрные глаза на лице, полном силы и спокойствия, выражали растерянность. Конечно, мятежный поэт представлял себе советскую литературу несколько иначе».
28 февраля 1933 года, в ночь поджога рейхстага, в квартиру Толлера ворвалось гестапо — ареста и убийства он избежал только потому, что накануне уехал выступать в Швейцарию. У нацистов остался весь архив писателя.

### Америка, война в Испании
Из Швейцарии Толлер переезжает во Францию, Лондон, а затем в США. В 1933 году, в эмиграции он выпускает одну из лучших своих книг — воспоминания «Юность в Германии» (Eine Jugend in Deutschland). В Америке Толлер становится лидером немецких антифашистов. Он ведёт агитацию, пытается объединить беженцев, всячески помогает им, выбивает визы, виды на жительство и разрешения на работу. Сам он, надеясь донести свои идеи через кино, устраивается сценаристом в «Metro-Goldwyn-Mayer» — поэтому не бедствует. Но пишет Толлер мало — он слишком темпераментен, чтобы в отрыве от своей публики тратить время на искусство. С началом войны в Испании Толлер разворачивает мощную кампанию помощи республике и беженцам, собирает деньги (и сам отдаёт все свои сбережения). Он встречается с конгрессменами и президентом Франклином Рузвельтом, пытаясь убедить их, что Испания для фашистов лишь репетиция большой войны.
Однако с 1937 года Толлер все сильнее страдает от депрессии. Собранная им для республики огромная сумма денег попадает в руки франкистов. Его брат и сестра находятся в нацистском концлагере. Победа Франко приводит его в отчаяние — 22 мая 1939, в день победного марша националистов в Мадриде, Толлер повесился в ванной своего номера в нью-йоркском отеле «Мэйфлауэр».
Некрологи о нём написали Уистен Оден, Уильям Батлер Йейтс, Лион Фейхтвангер, Томас Манн, Зигмунд Фрейд и многие другие.

## Наследие
2009 год в Баварии неофициально стал годом памяти Эрнста Толлера. Общество Эрнста Толлера наградило своей почётной премией баварского актёра, кабаретиста, телеведущего и писателя Герхарда Польта (нем.). Дата обращения: 3 мая 2010. В том же году московским режиссёром Павлом Карташевым и проживающим в Мюнхене культурным и общественным деятелем Хаимом Билга («Vox Scaenica»), специально к 70-й годовщине памяти великого немецкого гуманиста, поэта и драматурга Эрнста Толлера, 22 мая был поставлен поэтический перформанс «Поэзия — камертон нашего времени. Диалог эпох».
Пьесы:
- «Преображение» (Die Wandlung; 1919)
- «Человек-масса» (Masse-Mensch; 1921), по-русски опубликована в переводах Адриана Пиотровского и Осипа Мандельштама
- «Разрушители машин» (1922)
- «Немецкий калека» (Der deutsche Hinkemann; 1923), по-русски опубликована в переводе Адриана Пиотровского под названием «Эуген несчастный»
- «Освобождённый Вотан» (1923)
- «Месть осмеянных любовников»
- «Гоп-ля, мы живём!» (Hoppla, wir leben! 1927), по-русски опубликована в вольном переводе А. Н. Горлина
- «Слепая богиня»
- «Гасить котлы» (1930)
- «Чудо в Америке»
- «Мира не будет»
- «Пастор Халь»

Воспоминания:
- «Юность в Германии» (Eine Jugend in Deutschland), публиковалась по-русски
- «Вдоль и поперёк» (Quer durch)
- «Правосудие. Пережитое» (Justiz. Erlebnis)

Стихи: (частично переводились)
- «Песни заключённых» (Gedichte der Gefangenen)
- «Книга ласточек» (Das Schwalbenbuch)
- «Verbruderung»

Фильм:
- «Пастор Халь», (Pastor Hall, США, 1940)

## Пьесы Толлера в СССР
В СССР Толлера много переводили и ставили в 1920-х годах, но позже он перестал соответствовать советским стандартам. Пьеса «Гоп-ля! Мы живы!» ставилась на грузинской сцене К. Марджановым. В 1935 году был издан перевод «Юности в Германии» — с тех пор публикаций по-русски не было.

### Известные постановки
- 1922 — «Разрушители машин». Постановка Вс. Мейерхольда и Репнин, художник В. П. Комардёнков — Театр Революции
- 1923 — «Человек-масса» — Театр Революции. Постановка Вс. Мейерхольда и Велижев, художник Шестаков — Театр Революции
- 1923 — «Эуген несчастный» — Театр имени В. Комиссаржевской.
- 1923 — «Эуген несчастный» — Гос. академический театр драмв (б. Александринский)
- 1924 — «Эуген несчастный» — Московский театр комедии (б. Корш)
- 1924 — «Девственный лес». Постановка К. П. Хохлова; художник Н. П. Акимов — Ленинградский Большой драматический театр
- 1928 — «Гоп-ля, мы живём!». Постановка В. Ф. Фёдорова; художник И. Ю. Шлепянов — Театр Революции

## Издания на русском языке
- Разрушители машин. — Иваново-Вознесенск, 1923
- Человек-масса. — Петроград—М., 1923.
- Эуген несчастный. — Петроград, 1923
- Освобождённый Вотан.— Л.—М.,, 1924, 1925
- Тюремные песни. — М., 1925
- Штурм голода. — М., 1926
- Живём! Живём! — Л., 1928
- Дело об убийстве. — М., 1934
- Гасить котлы!: Историческая драма в 12 сценах. — Пер. с нем. яз. В. Стенича. — М.: Гослитиздат, 1935. — 119 с.; 5000 экз.
- Юность в Германии. — М.: Гослитиздат, 1935.